# Червеноперка
Червеноперката (Scardinius erythrophthalmus) е сладководна риба от семейство шаранови. Обект е на промишлен и спортен риболов. Почти идентичната на вид бабушка (Rutilus rutilus) често се смята погрешно за „червеноперка“ от повечето рибари. Двата вида се чифтосват успешно. Тази риба се лови успешно почти на всички видове стръв: като торен червей земен бял и най-вече на грах защото тя го обича най-много в началото на лятото.

## Вид
Има характерни оранжево-червеникави перки, от където идва и названието ѝ. Тялото е сплеснато. Люспите са жълтеникави. Гръбната перка е разположена далече от главата. Броят на лъчи в тази перка е 8 или 9. Устата ѝ е сплескана и сочи нагоре поради навика си да всмуква насекоми и друга храна от повърхността. Средната нормална дължина, до която достига е около 15-20 cm. Екземплярите, които достигат максимална дължина са от порядъка на 35-36 cm. Рядко може да достигне тегло от 2 кг.

## Разпространение
Разпространена е в цяла Европа и североизточната част на Мала Азия. В България е разпространена в почти всички реки и язовири, но в малочислени количества. Храни се с безгръбначни животни и растителна храна, близо до повърхността. Не е придирчива към чистотата на водоемите.